# Kamenice (mikroregion)
Kamenice je dobrovolný svazek obcí v okresu Jablonec nad Nisou, jeho sídlem je Jiřetín pod Bukovou a jeho cílem je vzájemná spolupráce a koordinace činností v oblasti rozvoje regionu. Sdružuje celkem 5 obcí a byl založen v roce 2001.

## Obce sdružené v mikroregionu
- Albrechtice v Jizerských horách
- Bedřichov
- Jiřetín pod Bukovou
- Josefův Důl
- Lučany nad Nisou